# Henry Adams (natuurwetenschapper)

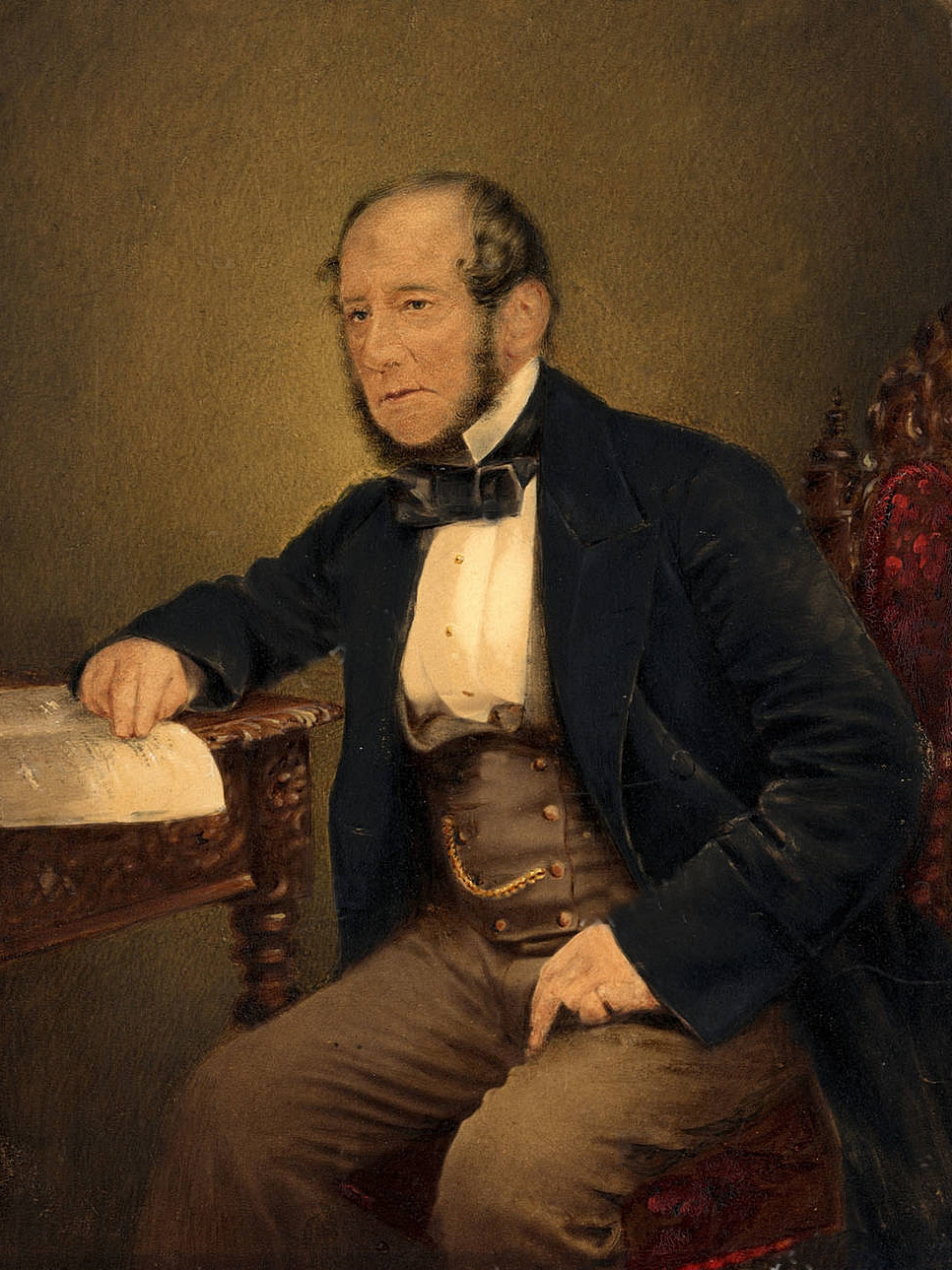
Henry Adams

Henry Adams (1813–1877) was een Engels natuurwetenschapper en concholoog.  
Met zijn broer Arthur Adams, die ook een belangrijk concholoog was, schreef hij The genera of recent mollusca: arranged according to their organization (drie volumes, 1858). 
- Stuttgart Database of Scientific Illustrators 1450–1950: 119
- Gemeinsame Normdatei: 1055366369
- Nederlandse Thesaurus van Auteursnamen: 333832914
- Réseau des bibliothèques de Suisse occidentale: 02-A012321601
- Istituto Centrale per il Catalogo Unico: UBOV424733
- LIBRIS: 288060
- SNAC: w6zx494v
- Système universitaire de documentation: 196220130
- Virtual International Authority File: 89854391
- WorldCat: E39PBJjCPB7w6ChGMjvt6jDyVC